# 유니베일-로담코-웨스트필드

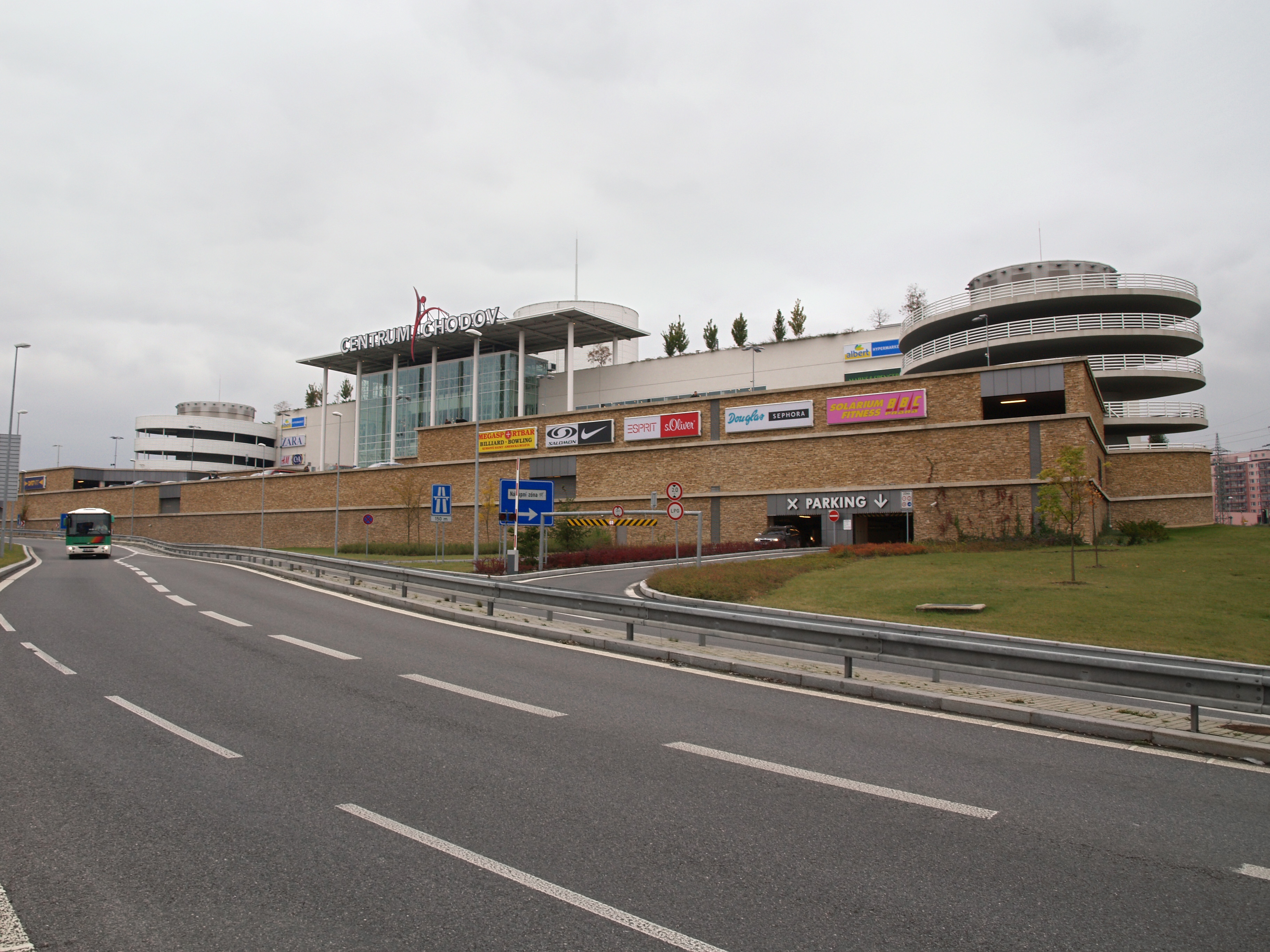
프라하의 최대 쇼핑물 Centrum Chodov. 유니베일-로담코-웨스트필드가 소유하고 있다.

유니베일-로담코-웨스트필드(Unibail-Rodamco-Westfield, 과거 이름: 유니베일-로담코 SE, Unibail-Rodamco SE)는 프랑스 파리에 본사를 둔 프랑스의 상업 부동산 기업이다. 2개의 별개의 쇼핑 센터 운용사 유니베일(Unibail, 1968년 프랑스에서 설립)과 로담코 유럽(Rodamco Europe, 1999년 네덜란드에서 설립)이 2007년 합병되면서 탄생하였다. 이 기업은 2018년 6월 오스트레일리아의 쇼핑 센터 운용사 웨스트필드 코퍼레이션을 인수하였다.
2018년 기준으로 유니베일-로담코-웨스트필드는 유럽 최대의 상업 부동산 기업이며 유로 스톡스 50 주가 지수와 프랑스 CAC 40의 일부이다.